# Ayouba Kosiah
Ayouba Kosiah (Almere, 11 luglio 2001) è un calciatore olandese naturalizzato liberiano, attaccante del Beerschot VA e della nazionale liberiana.

## Caratteristiche tecniche
È un centravanti.

## Carriera

### Club
Cresciuto nel settore giovanile dell'Utrecht, nel 2018 passa all'Almere City dove rimane per tre anni prima di trasferirsi al NAC Breda; debutta fra i professionisti l'8 agosto 2021 in occasione dell'incontro di Eerste Divisie pareggiato 2-2 contro il VVV-Venlo.

### Nazionale
Il 3 settembre 2021, alla prima convocazione, debutta con la nazionale liberiana in occasione dell'incontro valido per le qualificazioni al Campionato mondiale di calcio 2022 contro la Nigeria.

## Statistiche
Statistiche aggiornate al 3 settembre 2021.

### Presenze e reti nei club
| Stagione        | Squadra         | Campionato      | Campionato | Campionato | Coppe nazionali | Coppe nazionali | Coppe nazionali | Coppe continentali | Coppe continentali | Coppe continentali | Altre coppe | Altre coppe | Altre coppe | Totale | Totale | Totale |
| Stagione        | Squadra         | Comp            | Pres       | Reti       | Comp            | Pres            | Reti            | Comp               | Pres               | Reti               | Comp        | Pres        | Reti        | Pres   | Reti   |        |
| --------------- | --------------- | --------------- | ---------- | ---------- | --------------- | --------------- | --------------- | ------------------ | ------------------ | ------------------ | ----------- | ----------- | ----------- | ------ | ------ | ------ |
| 2021-2022       | NAC Breda       | ED              | 4          | 0          | CO              | 0               | 0               |                    | -                  | -                  |             | -           | -           | 4      | 0      |        |
| Totale carriera | Totale carriera | Totale carriera | 4          | 0          |                 | 0               | 0               |                    | -                  | -                  |             | -           | -           | 4      | 0      |        |

## Palmarès

### Club

#### Competizioni nazionali
- Campionato belga di seconda divisione: 1

Beerschot: 2023-2024